# Babai, mon père
Pour les articles homonymes, voir Babai (homonymie).
Pour plus de détails, voir Fiche technique et Distribution.
Babai, mon père (Babai) est un film dramatique germano-kosovar-macédonien écrit et réalisé par Visar Morina et sorti en 2015. Le film a été diffusé sur Arte en 2018.
Le film est sélectionné comme entrée kosovare pour l'Oscar du meilleur film en langue étrangère à la 88e cérémonie des Oscars qui s'est déroulée en 2016.

## Synopsis
Au  Kosovo, dans les années 1990, avant que la guerre n'éclate. Nori, âgé de dix ans, et Gezim,son père, vendent des cigarettes pour gagner leur vie. Sans aucun contact avec la mère de Nori et préférant tourner de façon radicale le dos au passé, Gezim s’apprête à fuir le pays seul, sans son fils, lequel tente par tous les moyens de le retenir. À la suite d'un accident, Nori est conduit à l'hôpital. Quand il en sort, il réalise que son père est parti pour de bon… En colère et obstiné comme seul un enfant peut l’être, Nori part sur les routes à la recherche de Gezim, bien déterminé à confronter son père à la décision qu’il a prise de l’abandonner.

## Fiche technique
- Titre : Babai, mon père
- Titre original : Babai
- Réalisation : Visar Morina
- Scénario : Visar Morina
- Musique : Benedikt Schiefer
- Photographie : Matteo Cocco
- Montage : Stefan Stabenow
- Production : Nicole Gerhards
- Société de production : NiKo Film, Produksioni Krusha, Skopje Film Studio, Eaux-Vives Productions et Arte
- Pays de production :  Kosovo,  Allemagne,  Macédoine du Nord et  France
- Genre : drame
- Durée : 104 minutes
- Dates de sortie : 
  - Allemagne : 28 juin 2015 (festival du film de Munich), 10 mars 2016
  - France : 10 janvier 2018 (télévision)

## Distribution
- Val Maloku : Nori
- Astrit Kabashi : Gezim
- Adriana Matoshi : Valentina
- Enver Petrovci : Adem
- Xhevdet Jashari : Bedri